# Cioski (Ochotnickie)
Cioski, Cioski Ochotnickie – polana w Gorcach. Znajduje się na południowych, opadających do Przełęczy Knurowskiej zboczach Kiczory, poniżej polany Hala Młyńska, od której oddzielona jest wąskim tylko pasmem drzew. Jest jedną z kilku polan tworzących ciąg na południowym grzbiecie Kiczory. Z góry na dół są to: Hala Młyńska, Cioski, Hala Nowa (Cioski Łopuszańskie), Zielenica i Rąbaniska. Nazewnictwo tych polan jest bardzo mylne i niejednoznaczne; różne przewodniki i mapy podają różne nazwy dla tych polan, niektóre z polan są pomijane, na mapach zaś ich granice są błędnie zaznaczone. Na mapie Compassu i na tablicach informacyjnych GPN jako Cioski Ochotnickie, na Geoportalu jako Cioski. W 2003 miała powierzchnię 4,72 ha.
Nazwa polany Cioski pochodzi od pasterskiego przyrządu cioski, służącego do rozdrabniania sera w kotle. Istniała na mapach już w 1780 r.
Znajduje się na obszarze Gorczańskiego Parku Narodowego i należy do wsi Ochotnica Górna w województwie małopolskim, w powiecie nowotarskim, w gminie Ochotnica Dolna. Dawniej tętniła życiem pasterskim, po zaprzestaniu pasterstwa stopniowo zarasta lasem. Park narodowy chcąc zapobiec jej całkowitemu zarośnięciu przewiduje w swoich zadaniach jej mechaniczne i ręczne koszenie.

## Szlaki turystyki pieszej
z Turbacza, przez Polanę Gabrowską i Kiczorę na Przełęcz Knurowską. Jest to odcinek Głównego Szlaku Beskidzkiego. Czas przejścia 1:30 h (↑ 2:10 h), różnica wzniesień 410 m.